# Шиханиха
Шиханиха — деревня в Харовском районе Вологодской области.
Входит в состав Разинского сельского поселения, с точки зрения административно-территориального деления — в Разинский сельсовет.
Расстояние по автодороге до районного центра Харовска — 41 км, до центра муниципального образования Горы — 6 км. Ближайшие населённые пункты — Большая, Палкинская, Дедевка.
По переписи 2002 года население — 9 человек.